# Albert Fritz (Radsportler)
Albert Fritz (* 30. März 1947 in Jestetten; † 1. September 2019 in Zürich) war ein deutscher Radrennfahrer.

## Sportliche Laufbahn
Im Dezember 1966 gewann er mit Karl Link als Partner das Zweier-Mannschaftsfahren um den  Silbernen Adler von Köln, eines der bedeutendsten Bahnrennen der damaligen Jahre. 1968 wurde Albert Fritz (gemeinsam mit Hans Lutz, Karl Link und Herbert Honz) mit der Mannschaft des Stuttgarter SC deutscher Meister der Amateure in der Mannschaftsverfolgung. Nachdem er nicht für die Olympischen Spiele 1968 in Mexiko-Stadt nominiert worden war, wurde er Profi.
1969 fuhr Fritz in Münster sein erstes Sechstagerennen und belegte gemeinsam mit dem Dänen Freddy Eugen den dritten Platz. Im selben Jahr wurde er Deutscher Meister in der Einerverfolgung. Sein geringer Erfolg auf der Straße bewog ihn, sich gänzlich auf den Bahnradsport zu konzentrieren, wenn er auch in den Jahren 1970 und 1971 bei der Tour de Suisse drei Etappensiege errungen hatte.
Bis 1984 startete Albert Fritz bei 198 Sechstagerennen, von denen er 34 gewinnen konnte. Damit wurde er einer der erfolgreichsten Sechstagefahrer Deutschlands, allein in Köln war er mit sieben Siegen bester Fahrer. In der „ewigen Rangliste“ belegt er Platz sieben, einziger Deutscher vor ihm ist Klaus Bugdahl auf Platz sechs. Die meisten Starts (78) und Siege (13) hatte er gemeinsam mit Wilfried Peffgen. Er fuhr jedoch auch mit anderen Fahrern, darunter Patrick Sercu und Dietrich Thurau.
Später lebte Albert Fritz in der Schweiz und war bei der Firma Bicycle Holidays tätig, die vom ehemaligen Steher-Weltmeister Max Hürzeler gegründet worden war.

## Erfolge
1968
- Deutscher Amateur-Meister – Mannschaftsverfolgung (mit Karl Link, Herbert Honz und Hans Lutz)

1969
- Deutscher Meister – Verfolgung

1970
- eine Etappe Tour de Suisse
- Sechstagerennen Dortmund (mit Rudi Altig)

1971
- zwei Etappen Tour de Suisse
- Bremer Sechstagerennen (mit Rudi Altig)
- Sechstagerennen Köln (mit Rudi Altig)
- Sechstagerennen Brüssel (mit Sigi Renz)

1972
- Sechstagerennen Münster (mit Wilfried Peffgen)

1973
- Europameisterschaft – Zweier-Mannschaftsfahren (mit Wilfried Peffgen)[6]

1975
- Sechstagerennen Köln (mit Wilfried Peffgen)

1976
- Sechstagerennen Herning (mit Wilfried Peffgen)
- Sechstagerennen München (mit Wilfried Peffgen)
- Zürcher Sechstagerennen (mit Wilfried Peffgen)

1977
- Bremer Sechstagerennen (mit Wilfried Peffgen)
- Deutscher Meister – Zweier-Mannschaftsfahren (mit Wilfried Peffgen)

1978
- Bremer Sechstagerennen (mit Wilfried Peffgen)
- Sechstagerennen Köln (mit Wilfried Peffgen)
- Sechstagerennen Münster (mit Wilfried Peffgen)

1979
- Sechstagerennen Hannover (mit Patrick Sercu)
- Sechstagerennen London (mit Patrick Sercu)
- Sechstagerennen Münster (mit Wilfried Peffgen)
- Sechstagerennen Rotterdam (mit Patrick Sercu)
- Zürcher Sechstagerennen (mit Patrick Sercu)
- Sechstagerennen Antwerpen (mit Michel Vaarten und René Pijnen)

1980
- Bremer Sechstagerennen (mit Patrick Sercu)
- Sechstagerennen von Gent (mit Patrick Sercu)
- Sechstagerennen Kopenhagen (mit Patrick Sercu)

1981
- Sechstagerennen Köln (mit Patrick Sercu)
- Zürcher Sechstagerennen (mit Dietrich Thurau)
- Sechstagerennen Kopenhagen (mit Patrick Sercu)

1982
- Bremer Sechstagerennen (mit René Pijnen)
- Sechstagerennen Köln (mit Wilfried Peffgen)
- Deutscher Meister – Zweier-Mannschaftsfahren (mit Dietrich Thurau)

1983
- Sechstagerennen Frankfurt (mit Dietrich Thurau)
- Sechstagerennen Köln (mit Dietrich Thurau)
- Sechstagerennen Maastricht (mit Dietrich Thurau)

1984
- Bremer Sechstagerennen (mit Dietrich Thurau)
- Sechstagerennen Kopenhagen (mit Dietrich Thurau)